# Six Flags Over Georgia
Koordinaten: 33° 46′ 9″ N, 84° 33′ 0″ W
Six Flags Over Georgia ist ein amerikanischer Freizeitpark der bekannten Freizeitparkgruppe Six Flags. Der 120 Hektar große Park befindet sich westlich von Atlanta in Cobb County, Georgia, und wurde am 16. Juni 1967 eröffnet. Er ist der zweite Park nach Six Flags Over Texas, der von Six Flags betrieben wird.

## Filmschauplatz
Im Park wurden Szenen für die Bud-Spencer-Filme Der Große mit seinem außerirdischen Kleinen (1979) und dessen Fortsetzung Buddy haut den Lukas (1980) gedreht.

## Attraktionen

### Achterbahnen

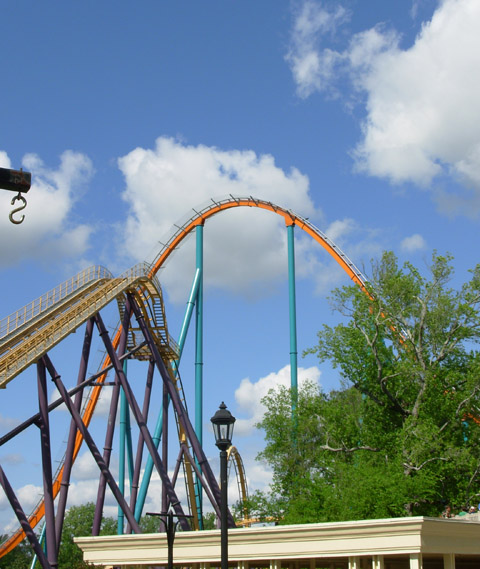
Goliath und Georgia Scorcher

| Name                          | Typ                                                                   | Hersteller                     | Eröffnungsjahr | Bemerkungen | Weblinks |
| ----------------------------- | --------------------------------------------------------------------- | ------------------------------ | -------------- | --- | -------- |
| Batman The Ride               | Inverted Coaster                                                      | Bolliger & Mabillard           | 1997           | |          |
| Blue Hawk                     | Stahlachterbahn mit Inversionen                                       | Vekoma                         | 1992           | Ursprünglich 1989 als Kamikaze in Dinosaur Beach eröffnet und befand sich dort bis 1991. Von 1992 bis 2015 fuhr die Bahn unter dem Namen Ninja. |          |
| Dahlonega Mine Train          | Minenachterbahn                                                       | Arrow Dynamics                 | 1967           | Der Name bezieht sich auf die Stadt Dahlonega, in der es im Jahr 1828 zu einem Goldrausch gekommen ist. |          |
| Dare Devil Dive               | Stahlachterbahn mit Inversionen                                       | Gerstlauer Amusement Rides     | 2011           | |          |
| Georgia Scorcher              | Stand-Up Coaster                                                      | Bolliger & Mabillard           | 1999           | |          |
| Goliath                       | Hyper Coaster                                                         | Bolliger & Mabillard           | 2006           | |          |
| Great American Scream Machine | Holzachterbahn                                                        | Philadelphia Toboggan Coasters | 1973           | |          |
| Joker Funhouse Coaster        | Familienachterbahn                                                    | Chance Rides                   | 2004           | Fuhr bis 2015 unter dem Namen Wile E. Coyote Canyon Blaster. |          |
| Kid Flash Cosmic Coaster      | Familienachterbahn, Single-Rail-Coaster, Duelling-Achterbahn          | Skyline Attractions            | 2023           | |          |
| Riddler Mindbender            | Stahlachterbahn mit Inversionen                                       | Schwarzkopf GmbH               | 1978           | |          |
| Superman: Ultimate Flight     | Flying Coaster                                                        | Bolliger & Mabillard           | 2002           | Auf der Bahn wurde der weltweit erste Pretzel-Loop verbaut. Die Bahn befindet sich an der Stelle, an der sich zuvor die Achterbahn Viper befand. Baugleiche Anlagen gibt es unter demselben Namen in den Schwesterparks Six Flags Great Adventure und Six Flags Great America, sowie als Crystal Wing in Happy Valley (Peking). |          |
| Twisted Cyclone               | Hybrid Coaster                                                        | Rocky Mountain Construction    | 2018           | |          |
| Georgia Surfer                | Shuttle Coaster, Spinning Coaster, Launched Coaster, Wasserachterbahn | Intamin                        | 2025 (im Bau)  | Die erste Auslieferung des Modells Ultra Surf. |          |

#### Ehemalige Achterbahnen
| Name            | Typ                               | Hersteller       | Eröffnungsjahr | Schließungsjahr | Bemerkungen | Weblinks |
| --------------- | --------------------------------- | ---------------- | -------------- | --------------- | --- | -------- |
| Déjà Vu         | Shuttle Coaster, Inverted Coaster | Vekoma           | 2001           | 2007            | Seit 2009 befindet die Bahn sich eingelagert im Mirabilandia (Olinda), soll allerdings 2023 im Mirabilandia (Paulista) eröffnet werden. |          |
| Georgia Cyclone | Holzachterbahn                    | Dinn Corporation | 1990           | 2017            | Die Bahn ist spiegelbildlich baugleich zu Cyclone auf Coney Island. |          |
| Mini-Mine Train | Familienachterbahn                | Arrow Dynamics   | 1969           | 1988            | Ab der Eröffnung fuhr die Bahn zunächst unter dem Namen Yahoola Hooler. |          |
| Viper           | Shuttle Coaster, Launched Coaster | Schwarzkopf GmbH | 1995           | 2001            | Ursprünglich 1978 als Tidal Wave in Six Flags Great America eröffnet und fuhr dort bis 1991. Nach der Schließung in Six Flags Over Georgia befand die Bahn sich von 2003 bis 2009 als Greezed Lightnin’ in Kentucky Kingdom.                                                                                                   |          |
| Z-Force         | Stahlachterbahn ohne Inversionen  | Intamin          | 1988           | 1991            | Die einzige Auslieferung des Modells Space Diver des Herstellers. Die Bahn wurde zunächst 1985 ebenfalls als Z-Force im Schwesterpark Six Flags Great America eröffnet und fuhr dort bis 1987. Nach der Schließung in Six Flags Over Georgia befand die Bahn sich von 1992 bis 2003 als Flashback in Six Flags Magic Mountain. |          |

### Weitere Attraktionen (Auswahl)
- Acrophobia[4] (Freifallturm)
- Daffy Duck Bucket Blasters[5] (Water Battle)
- Log Jamboree[6] (Wildwasserbahn)
- Riverview Carousel[7]
- Rockin’ Tug[8]
- SkyScremer[9] (Star Flyer)
- Thunder River[10] (Rapid River)
- Up, Up and Away[11]